# Пустини и ксерични храстови биоми
Пустини и ксерични храстови биоми са биом, един от основните хабитатни типове във физикогеографската класификация на Световния фонд за природата.
Разположени главно в тропическите и вътрешноконтинентални области с ограничени валежи, обикновено не надхдърлящи нивата на изпарение и често до 25 mm годишно. Много от пустинните области са горещи целогодишно, но в някои райони температурите през зимата са ниски. Растителността е ограничена, с характерни адаптации за ограничаване на загубите на вода.